# Palmse
Palmse – wieś w Estonii, w prowincji Virumaa Zachodnia, w gminie Vihula.
Znajduje się tutaj zespół parkowo-pałacowy rodzin Metztacken i von der Pahlen.